# Carwyn Jones
Carwyn Howell Jones (n. Swansea, Gales, 21 de marzo de 1967) es un político británico. Entre 2009-2018 ocupó el tercer y ministro principal de Gales. Es miembro del Partido Laborista de Gales y ha sido miembro de la Asamblea de Bridgend desde 1999. Es también miembro de Amnistía Internacional y la Sociedad Fabiana. Fue elegido líder del Partido Laborista de Gales el 1 de diciembre de 2009. El 9 de diciembre fue nombrado Ministro Principal y elegido por unanimidad de la Asamblea Nacional. Asumió al cargo al día siguiente.

## Biografía
Nació en Swansea y se crio en Bridgend, en una familia de habla galesa. Estudió en la Brynteg Comprehensive School en Bridgend, y luego en la Universidad de Aberystwyth, donde se unió al Partido Laborista durante la huelga de mineros de 1984-1985.

### Carrera profesional
Jones se formó como abogado en la Escuela de Leyes de Londres, e hizo la práctica con la que fue admitido en el Gray's Inn en 1989.
Es abogado penal, especializado en familia y lesiones personales. Ejerció la práctica durante diez años en Swansea. Durante dos años también trabajó como profesor en la Universidad de Cardiff.

### Vida personal
Está casado con Lisa, nacida en Irlanda del Norte. La pareja tiene dos hijos, Seren y Ruairi. Jones gusta de practicar deportes como rugby, ciclismo y golf.

## Carrera política
Jones fue Consejero Municipal del Condado de Bridgend durante cinco años. En 1999 se convirtió en miembro de la Asamblea Nacional de Gales de Bridgend.
Fue nombrado Secretario Adjunto de la Asamblea Nacional de Gales en marzo de 2000. En julio de 2000, fue nombrado Secretario de Agricultura y Desarrollo Rural en la Asamblea Nacional de Gales.
En junio de 2002, su currículum se amplió cuando fue nombrado ministro de Gobierno Abierto.
Después de las elecciones del 2007, fue nombrado ministro de Educación, Cultura y Lengua Galesa de la Asamblea.
Tras el anuncio en septiembre de 2009 de Rhodri Morgan, líder del Partido Laborista de Gales y ministro principal, que renunciaría a ambos cargos en diciembre de 2009, Jones participó en la elección para sucesor.  El 1 de diciembre de 2009, fue elegido el nuevo líder con más del 50% de los votos.
Ha declarado en muchas ocasiones su oposición a la independencia galesa, diciendo que cree en la unión entre los países británicos, pero recientemente ha dicho que todo puede cambiar si el Reino Unido decide de salir de la Unión Europea.

## Ministro Principal de Gales
Después de ganar las elecciones en 2009, Jones fue confirmado como el tercer ministro principal de Gales, el 9 de diciembre de 2009.